# Мидделзе
Мидделзе (нидерл. Middelzee, з.-фриз. Middelsee) — бывший эстуарий реки Борн в нынешней нидерландской провинции Фрисландия. Он тёк с юга от Снека на север до Ваттового моря, и служил границей между основными фризскими регионами Вестерго и Остерго. Другие исторические названия Мидделзе включают в себя Борда, Борндип, Бурдип и Бордена.

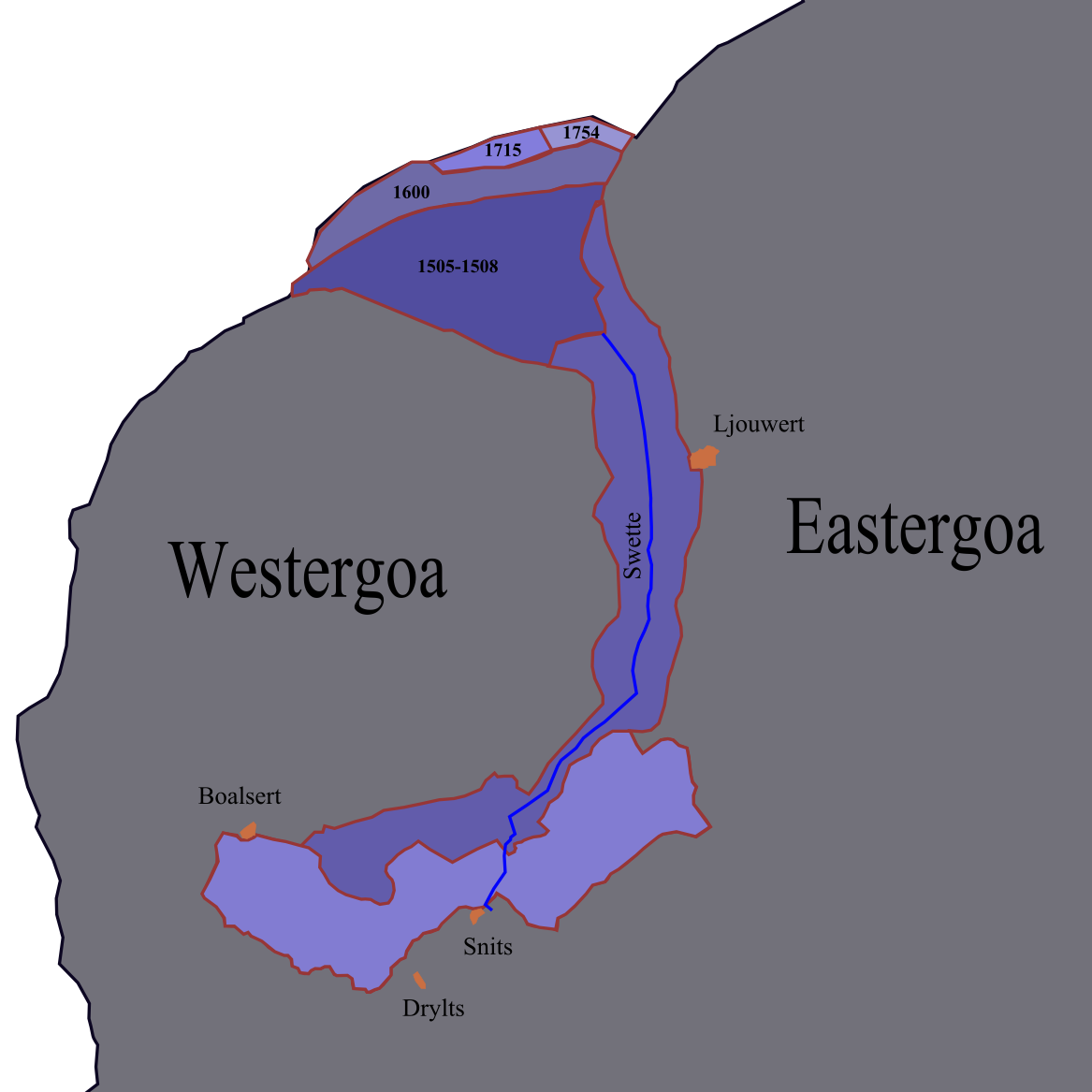
Карта бывшего Мидделзе с датами образования территорий

Постепенно Мидделзе был осушен, образовав «новые земли» (нидерл. nije lannen). Эту местность всё ещё можно считать новыми землями, поскольку в районе бывшего Мидделзе имеется лишь небольшое количество деревень. Плодородное бывшее морское дно в основном используется в качестве луговых земель, кроме того, Леуварденская авиабаза также расположена на новых землях. Граница между Остерго и Вестерго в бывшем Мидделзе теперь сузилась до реки Зветте (з.-фриз. Swette), которая течёт от Снека до Леувардена, но когда-то достигала южного края региона Хет-Билдт.
К XV веку Мидделзе был сокращён до участка в форме воронки вдоль северного побережья Фризии, а дальнейшее заиливание оставшейся части сделало её непригодной для использования. С начала XVI века на этом месте был сформирован польдер Бильдт, а теперь это фризский муниципалитет, который заполняет устье того, что когда-то было Мидделзе.
Название «Мидделзе» по-прежнему используется в качестве названия для административного объединения между так называемыми муниципальными образованиями Мидделзе: Хет-Билдт, Фервердерадел, Леувардерадел и Менамерадил.